# Sierra de Misiones

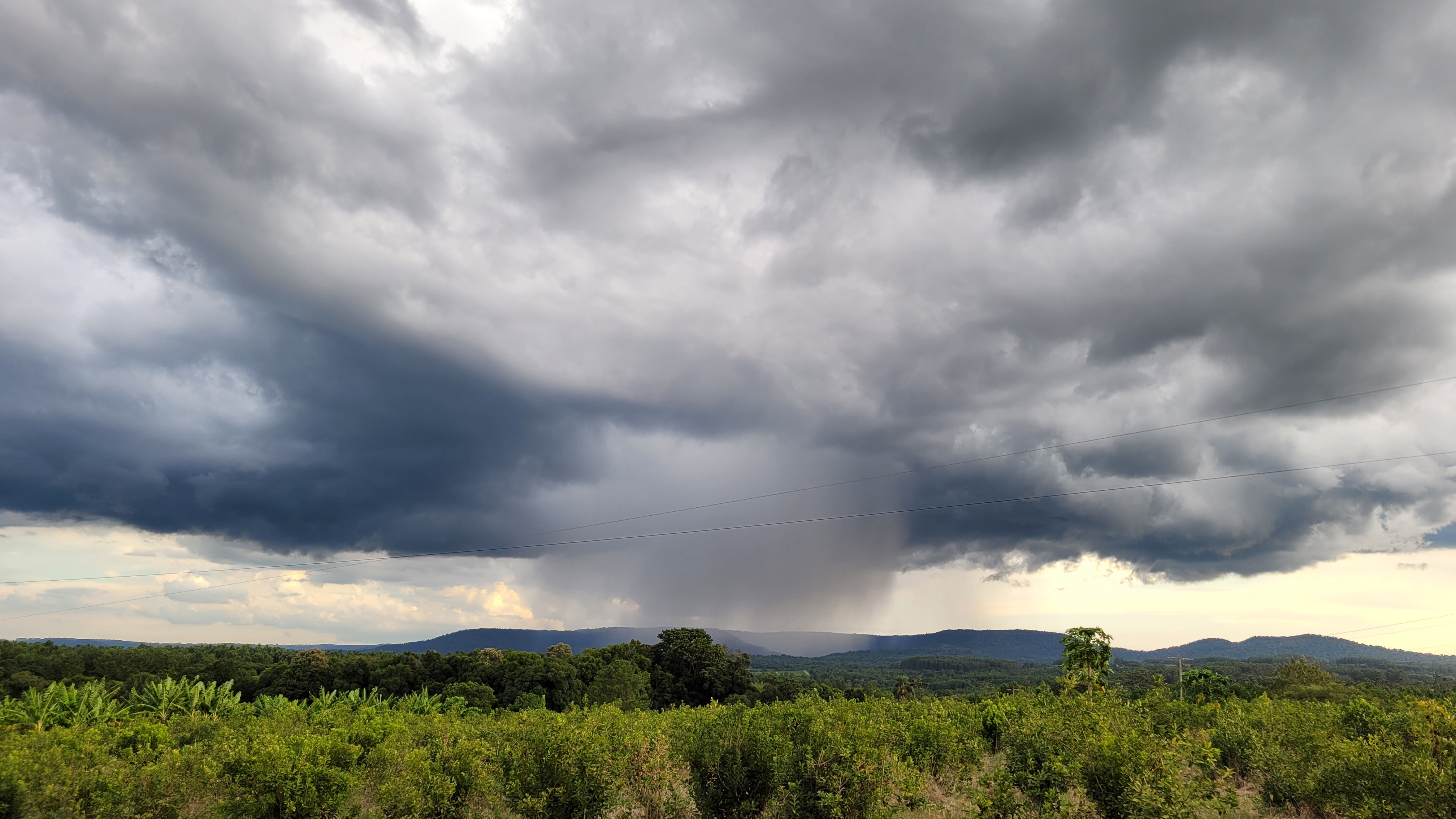
Lluvia sobre el Valle del Cuña Pirú, municipio de Ruiz de Montoya, Provincia de Misiones, Argentina, vista desde Capilla Santa Cecilia.

La Sierra de Misiones (también llamada Central) se localiza en el centro de la provincia de Misiones, Argentina. La sierra hace de divisoria de aguas entre los ríos Paraná y Uruguay llegando a su mayor altura, 843 m s. n. m., cerca de Bernardo de Irigoyen, en el Cerro Rincón, al este del actual límite con Brasil la misma recibe el nombre portugués de Serra da Fartura (es decir: Sierra de la Abundancia) teniendo como  elevación máxima al Morro do Capão Doce de 1340 m s. n. m.
El conjunto montañoso que se encuentra en el centro de la provincia, está formado, de sur a norte, por:
- la sierra de San José,
- la sierra del Imán (o Itacuara),
- la sierra de Misiones,
- la sierra Morena y
- la sierra de la Victoria.

Esta última, descendiendo desde el noroeste, interrumpe el curso del río Iguazú y genera la formación de las cataratas del Iguazú, principal punto turístico del parque nacional Iguazú.
En el lugar predomina un clima cálido y húmedo, con precipitaciones distribuidas regularmente que superan a los 1500 mm anuales, lo que da origen a una gran red de arroyos y ríos, ocasionalmente durante los inviernos meridionales al producirse olas polares y frentes de vientos fríos como el pampero en las Sierras de Misiones ocurren nevadas tal como ocurrió durante julio de 2013. El suelo de la región está cubierto por suelos rojos de tipo laterítico (rico en óxidos, producto de la descomposición del hierro en zonas húmedas y subtropicales), que le dan al paisaje un típico colorido rojizo.